# Gene Okerlund
Eugene "Mean Gene" Okerlund (født 29. november 1942, død 2. januar 2019) var en amerikansk interviewer og kommentator inden for wrestling. Han er bedst kendt for sit arbejde i American Wrestling Association, World Championship Wrestling og World Wrestling Federation. Han blev indsat i WWE Hall of Fame i 2006 af sin gode ven Hulk Hogan. Han er i øjeblikket sikret arbejde hos World Wrestling Entertainment resten af sit liv og laver tv-programmer som fx WWE 24/7 Classics.
Mean Gene fik øgenavnet af wrestleren og kommentatoren Jesse "The Body" Ventura. Han er desuden kendt for, at mange af de wrestlere og managere, han har interviewet, er hans "close, personal, long-time friend".